# بيل لوثر
بيل لوثر (بالإنجليزية: Bill Luther)‏ هو محامي وسياسي أمريكي، ولد في 27 يونيو 1945 في فرغوس فولز في الولايات المتحدة. نشط حزبياً في الحزب الديمقراطي.

## مناصب
- في انتخابات مجلس النواب الأمريكي 1994 [الإنجليزية]‏، انتخب عضو مجلس النواب الأمريكي عن دائرة الدائرة الكونغرسية السادسة لمينيسوتا [الإنجليزية]‏ وقد انضم خلال فترته النيابية [الإنجليزية]‏ (4 يناير 1995 – 3 يناير 1997) للكتلة البرلمانية الحزب الديمقراطي.
- في انتخابات مجلس النواب الأمريكي 1996 [الإنجليزية]‏، انتخب عضو مجلس النواب الأمريكي عن دائرة الدائرة الكونغرسية السادسة لمينيسوتا [الإنجليزية]‏ وقد انضم خلال فترته النيابية [الإنجليزية]‏ (7 يناير 1997 – 3 يناير 1999) للكتلة البرلمانية الحزب الديمقراطي.
- في انتخابات مجلس النواب الأمريكي 1998 [الإنجليزية]‏، انتخب عضو مجلس النواب الأمريكي عن دائرة الدائرة الكونغرسية السادسة لمينيسوتا [الإنجليزية]‏ وقد انضم خلال فترته النيابية (6 يناير 1999 – 3 يناير 2001) للكتلة البرلمانية الحزب الديمقراطي.
- في انتخابات مجلس النواب الأمريكي 2000 [الإنجليزية]‏، انتخب عضو مجلس النواب الأمريكي عن دائرة الدائرة الكونغرسية السادسة لمينيسوتا [الإنجليزية]‏ وقد انضم خلال فترته النيابية [الإنجليزية]‏ (3 يناير 2001 – 3 يناير 2003) للكتلة البرلمانية الحزب الديمقراطي.
- انتخب United States Court of Appeals for the Eighth Circuit [الإنجليزية]‏ (1970 – 1971).
- انتخب عضو مجلس ولاية مينيسوتا (4 يناير 1977 – 1995).
- انتخب عضو مجلس نواب مينيسوتا (1975 – 1976).
- انتخب عضو مجلس النواب الأمريكي عن دائرة الدائرة الكونغرسية السادسة لمينيسوتا [الإنجليزية]‏ (3 يناير 1995 – 3 يناير 2003).

## وصلات خارجية
- بيل لوثر على موقع إن إن دي بي (الإنجليزية)